# Extrema dreaptă

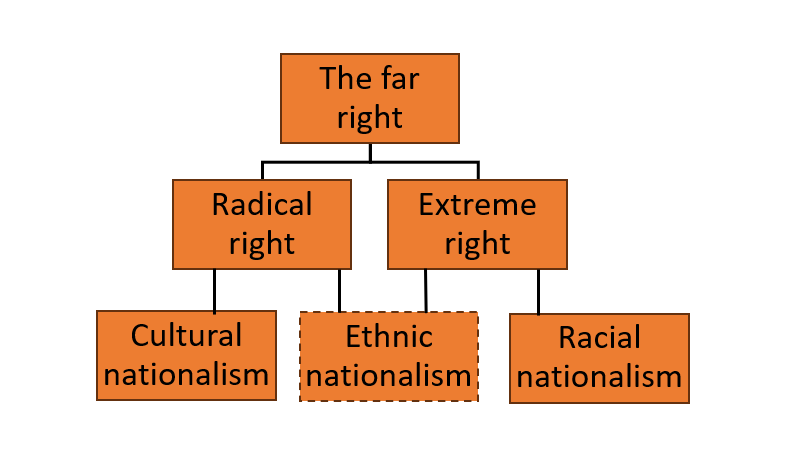
Model ierarhic al ideologiilor de extremă dreaptă: de la radicalism politic la naționalism cultural, etnic și rasial

Politica de extremă dreapta, adesea denumită și extremism de dreapta, cuprinde o varietate de ideologii caracterizate prin ultraconservatorism, autoritarism, ultranaționalism și nativism. Acest spectru politic se situează la marginea dreaptă a scenei politice, fiind distinct de ideologiile conservatoare tradiționale prin opoziția față de normele democrației liberale și accentul pus pe viziuni exclusiviste.
Ideologiile de extremă dreapta au inclus din punct de vedere istoric fascismul, nazismul și falangismul, în timp ce manifestările contemporane includ și neofascismul, neonazismul, supremația albă și diverse alte mișcări caracterizate de șovinism, xenofobie și credințe teocratice sau reacționare.
Un element central al viziunii de extremă dreapta este ideea de puritate socială, apelând adesea la noțiuni de comunitate națională sau etnică omogenă. Această viziune promovează adesea organicismul, concepând societatea ca un organism unitar și natural, aflat sub amenințarea diversității sau pluralismului modern. Mișcările de extremă dreapta vizează frecvent presupuse amenințări la adresa comunității idealizate, fie ele de natură etnică, religioasă sau culturală, ceea ce duce la sentimente anti-imigrație, șovinism în privința ajutoarelor sociale și, în cazuri extreme, la violență politică sau opresiune. Extrema dreaptă se adresează celor care cred în menținerea unor diviziuni culturale și etnice stricte și în revenirea la ierarhiile și valorile sociale tradiționale.
În practică, mișcările de extremă dreapta diferă semnificativ în funcție de contextul regional și istoric. În Europa Occidentală, ele se concentrează adesea pe anti-imigrație și anti-globalism, în timp ce în Europa de Est domină retorica anticomunistă. În Statele Unite, mișcările de extremă dreapta au evoluat într-o direcție proprie, punând accent pe nativism și o opoziție radicală față de guvernul federal.
De-a lungul istoriei, politicile de extremă dreapta au condus la opresiune, violență politică, asimilare forțată, epurare etnică și genocid, îndreptate împotriva unor grupuri considerate inferioare sau percepute ca o amenințare la adresa grupului etnic nativ, națiunii, statului, religiei dominante, culturii majoritare sau instituțiilor sociale conservatoare. În diverse contexte, politica de extremă dreapta a continuat să influențeze discursul public, uneori obținând succes electoral și generând dezbateri importante privind locul său într-o societate democratică.

## Prezentare

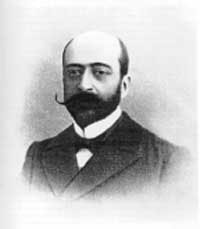
Pavel Krușevan, un membru proeminent al mișcării monarhiste de extremă dreapta și ultranaționaliste Sutele Negre din Rusia. El a fost primul editor al falsului antisemit Protocoalele Înțelepților Sionului

Politologul Cas Mudde susține că extrema dreaptă poate fi privită ca o combinație a patru concepte definite în sens larg:
- exclusivism (rasism, xenofobie, etnocentrism, etnopluralism, șovinism, șovinism asistențial)
- trăsături antidemocratice și non-individualiste (cultul personalității, ierarhismul, monismul, populismul, particularismul, organicismul)
- un sistem de valori tradiționalist care deplânge dispariția reperelor istorice (precum legea și ordinea, familia, comunitatea etnică, lingvistică și religioasă, națiunea, dar și mediul natural)
- program socio-economic care combină corporatismul, controlul statului asupra anumitor sectoare, agrarianismul și un grad variabil de credință în funcționarea liberă a forțelor pieței într-o viziune social-darwinistă.[4]

Enciclopedia Politicii: Stânga și Dreapta afirmă că politica de extremă dreapta include „persoane sau grupuri care susțin viziuni naționaliste extreme, xenofobe, homofobe, rasiste, fundamentalist-religioase sau alte viziuni reacționare”. Deși termenul de „extremă dreaptă” este de obicei aplicat fasciștilor și neonazistilor, acesta a fost folosit și pentru a se referi la cei aflați la dreapta politicii de dreapta mainstream.
Jodi Dean susține că „ascensiunea anticomunismului de extremă dreaptă în multe părți ale lumii” ar trebui interpretată ca „o politică a fricii, care exploatează nemulțumirea și furia generate de capitalism”. Susținătorii organizațiilor de extremă dreaptă, la rândul lor, folosesc retorica anticomunistă pentru a contesta orice curent politic care nu este ancorat într-o agendă explicit naționalistă și rasistă. Pentru aceștia, atât URSS, cât și Uniunea Europeană, dar și liberalii, ecologiștii sau corporațiile transnaționale, pot fi etichetate drept „comuniste”, strict în funcție de interesul lor politic imediat.

## Terminologie modernă
Ambiguitățile moderne în definiția politicii de extremă dreaptă rezidă în faptul că acest concept este folosit în general de adversarii politici pentru a „descalifica și stigmatiza toate formele de naționalism partizan, reducându-le la experimentele istorice ale fascismului italian și național-socialismului german.
Termenul nu este folosit doar în scopuri științifice, ci și în scopuri politice. Mai mulți autori definesc extremismul de dreapta ca un fel de antiteză împotriva propriilor convingeri. Totuși, etichetele de neonazism și neofascism ar trebui folosite exclusiv pentru partide și grupuri care declară în mod explicit dorința de a restaura al Treilea Reich sau citează național-socialismul istoric ca influență ideologică.
Curtea Constituțională Federală a Germaniei etichetează un partid ca radical sau extremist. Dreapta extremistă este de regulă revoluționară, opunându-se suveranității populare și regulii majorității și susținând uneori violența. În schimb, dreapta radicală este o abordare reformistă, acceptând alegerile libere, dar opunându-se unor elemente esențiale ale democrației liberale, cum ar fi drepturile minorităților, statul de drept sau separarea puterilor în stat.

## Extrema dreaptă în România
Principalul partid de extremă dreaptă din România este Partidul România Mare (PRM), fondat în 1991 de Corneliu Vadim Tudor, cunoscut anterior ca „poet de curte” al dictatorului comunist Nicolae Ceaușescu și discipol literar al scriitorului Eugen Barbu. Fondarea partidului a avut loc la un an după ce Tudor lansase săptămânalul România Mare, care a devenit principalul instrument de propagandă al PRM. Ulterior, Tudor a lansat și un cotidian asociat numit Tricolorul.
Expresia istorică România Mare face referire la idealul de refacere a fostului Regat al României din perioada interbelică care a fost cea mai extinsă formă teritorială a statului român, cu frontiere trasate în scopul unificării teritoriilor locuite majoitar de români. Astăzi, această idee este un simbol puternic pentru naționaliștii români. În perioada comunistă de după Al Doilea Război Mondial, utilizarea expresiei „România Mare” în publicații a fost interzisă, interdicție ridicată abia după Revoluția din 1989. Succesul inițial al partidului a fost atribuit parțial moștenirii național-comunismului lui Ceaușescu în România.
Atât ideologia, cât și axele principale ale discursului politic al PRM se regăsesc în articolele frecvent naționaliste scrise de Tudor. Partidul a cerut chiar interzicerea Uniunii Democrate a Maghiarilor din România (UDMR), acuzând-o că ar complota pentru secesiunea Transilvaniei.

## Istoria intelectuală

### Context
Revoluția Franceză din 1789 a produs o schimbare majoră în gândirea politică, contestând ideile tradiționale care susțineau ierarhia cu unele noi despre egalitatea și libertatea universală. În această perioadă a apărut și spectrul politic modern stânga–dreapta: democrații și susținătorii votului universal stăteau în partea stângă a Adunării Naționale Franceze, în timp ce monarhiștii se așezau în partea dreaptă.
Cei mai vehemenți oponenți ai liberalismului și democrației în secolul al XIX-lea, precum Friedrich Nietzsche, au criticat dur Revoluția Franceză. Cei care au susținut revenirea la monarhia absolută se autodenumeau „ultra-monarhiști” și îmbrățișau o viziune mistică și providențialistă asupra lumii, în care dinastiile regale erau văzute drept „purtătoare ale voinței divine”. Această opoziție față de modernitatea liberală se baza pe convingerea că ierarhia și rădăcinile tradiționale sunt mai importante decât egalitatea și libertatea, considerate de ei dezumanizante.

### Apariție

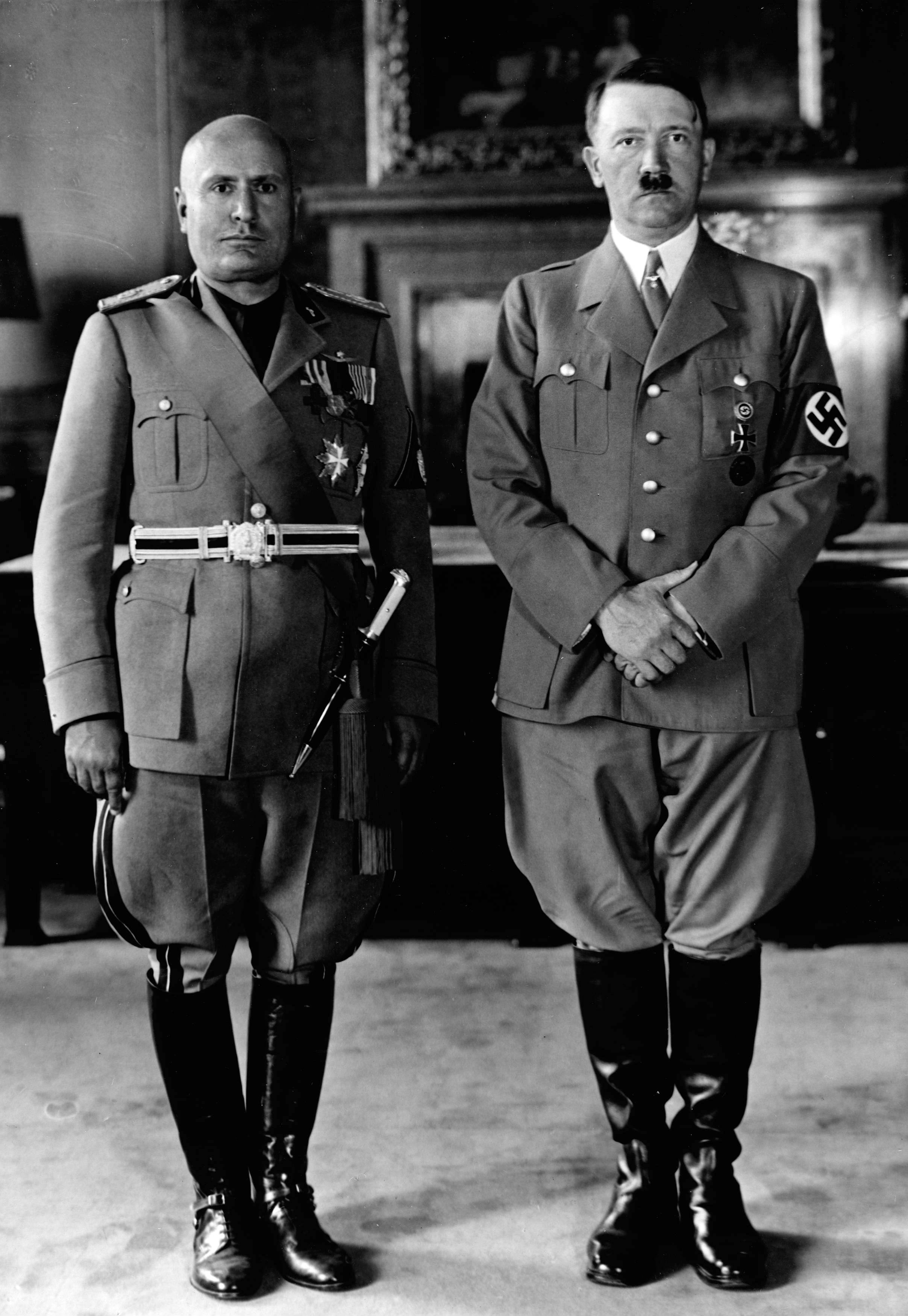
Benito Mussolini, dictatorul Italiei fasciste (stânga), și Adolf Hitler, dictatorul Germaniei naziste (dreapta), au fost lideri fasciști.

În dezbaterile publice franceze de după Revoluția Bolșevică din 1917, termenul de extremă dreaptă a început să fie folosit pentru a desemna cei mai înverșunați opozanți ai extremei stângi, care sprijineau evenimentele din Rusia.
Unii gânditori ai extremei drepte au pretins influențe dintr-o interpretare antimarxistă și anti-egalitară a socialismului, bazată pe camaderie militară și pe respingerea analizei de clasă promovată de marxism. Printre acești gânditori s-au numărat Benito Mussolini și Arthur Moeller van den Bruck. Aceștia s-au desprins ideologic de mișcarea comunistă originală, în special datorită contradicției dintre naționalism și afirmația lui Karl Marx și Friedrich Engels conform căreia „muncitorii nu au patrie”.
Pe măsură ce industrializarea și votul universal au adus conceptul de „mase” în centrul dezbaterii politice, a început să se contureze o nouă dreaptă, întemeiată pe idei naționale și sociale, ceea ce Zeev Sternhell a numit „dreapta revoluționară” și o prefigurare a fascismului. Ruptura dintre stânga și naționaliști a fost accentuată de apariția mișcărilor antimilitariste și antipatriotice, precum anarhismul sau sindicalismul, care aveau puține în comun cu extrema dreaptă.
Aceasta din urmă a început să dezvolte o „mistică naționalistă”, complet diferită de viziunea stângii, iar antisemitismul a devenit un crez central al extremei drepte, marcând o ruptură față de anti-iudaismul economic tradițional promovat de unele segmente ale stângii, în favoarea unei noțiuni rasiale și pseudo-științifice a alterității.

### Völkisch și dreapta revoluționară

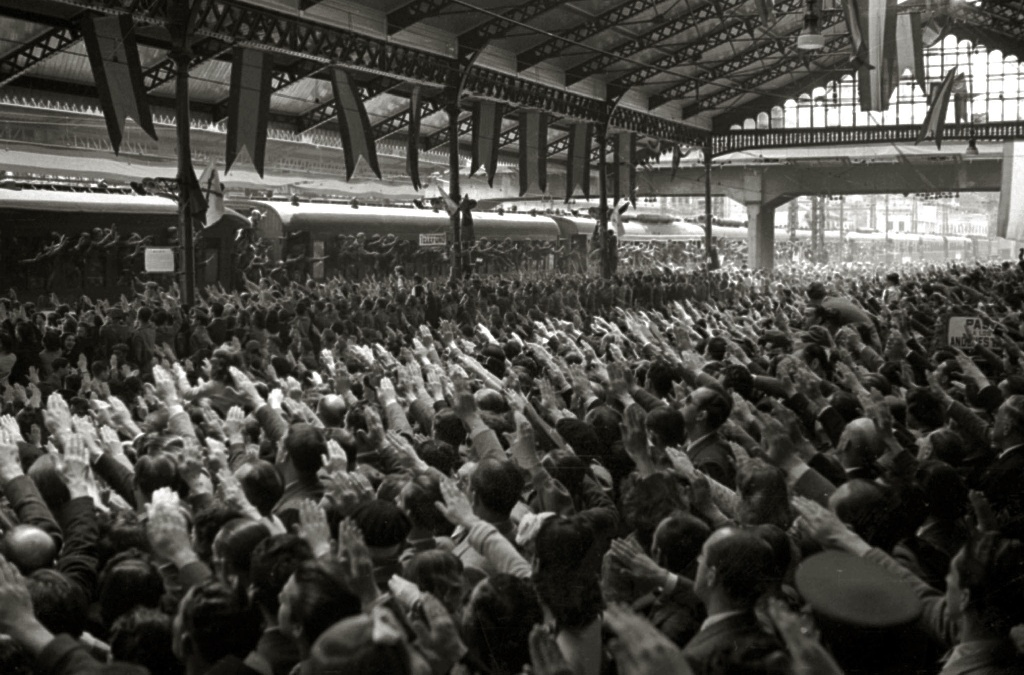
Forțele voluntare falangiste spaniole ale Diviziei Albastre se îmbarcă la San Sebastián, 1942

Mișcarea Völkisch a apărut la sfârșitul secolului al XIX-lea , fiind influențată de romantismul german și de fascinația acestuia față de un Reich medieval idealizat, organizat într-o ordine ierarhică armonioasă. Construită în jurul ideii de „sânge și sol” (în germană: Blut und Boden), mișcarea a devenit, începând cu anii 1900, rasistă, populistă, agrariană, naționalist-romantică și antisemită, ca urmare a unei conotații din ce în ce mai exclusiviste și rasiale. Adepții idealizau mitul unei „națiuni originare” care, în opinia lor, putea fi încă regăsită în regiunile rurale ale Germaniei, o formă de „democrație primitivă”, supusă liber elitelor naturale. Gânditori precum Houston Stewart Chamberlain și Alexis Carrel au distorsionat teoria evoluției a lui Darwin pentru a promova ideea unei „lupte rasiale” și o viziune „igienistă” asupra lumii. Puritatea națiunii biomistice și primordiale teoretizate de Völkischen a început apoi să fie văzută ca fiind coruptă de elemente străine, în special evreiești.
Aceste idei au influențat „dreapta revoluționară” pre-fascistă din Europa. Aceasta din urmă își are originea în criza intelectuală de la sfârșitul secolului. A fost caracterizată printr-o respingere a ordinii sociale stabilite, cu tendințe revoluționare și poziții anticapitaliste, o dimensiune populistă și plebiscitară, susținerea violenței ca mijloc de acțiune și ca apel la palingeneză (regenerare, renaștere) individuală și colectivă. 

### Gândire contemporană

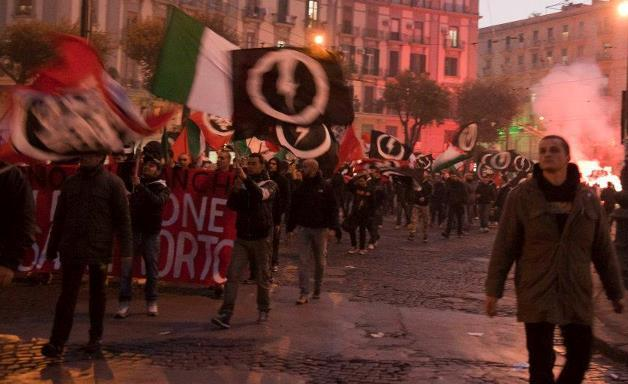
Mitingul CasaPound din Napoli

Principalii gânditori ai politicii contemporane de extremă dreaptă împărtășesc patru elemente cheie, și anume apocaliptismul (viziunea declinului civilizației occidentale), teama de elitele globale, credința în distincția prieten-inamic (idee a lui Carl Schmitt) și ideea de metapolitică (lupta ideologică și culturală dincolo de arena politică directă).
Tendința apocaliptică a gândirii începe în Declinul Occidentului de Oswald Spengler și este împărtășită de Julius Evola, Alain de Benoist. Aceasta continuă în Moartea Occidentului, scrisă de Pat Buchanan, precum și în temerile privind islamizarea Europei. și Pat Buchanan, precum și în temerile legate de islamizarea Europei. Ernst Jünger și-a exprimat îngrijorarea față de elitele cosmopolite lipsite de rădăcini, în timp ce de Benoist și Buchanan se opun statului managerial, iar Curtis Yarvin critică ceea ce numește „Catedrala”. Distincția prieten-dușman a lui Schmitt a inspirat ideea franceză de etnopluralism, specifică partidului francez Nouvelle Droite (Noua Dreaptă).
Într-o lucrare publicată în 1961 și considerată influentă în cercurile extremei drepte europene, scriitorul neo-fascist francez Maurice Bardèche a introdus ideea că fascismul ar putea supraviețui secolului XX într-o nouă formă metapolitică, adaptată schimbărilor vremii. În loc să încerce revigorarea regimurilor totalitare tradiționale (partid unic, poliție secretă, cult al conducătorului), Bardèche susținea că teoreticienii ar trebui să promoveze ideea filosofică de bază a fascismului, indiferent de forma sa instituțională: convingerea că doar o minoritate („cea mai sănătoasă fizic, cea mai pură moral, cea mai conștientă de interesul național”) poate reprezenta cu adevărat comunitatea, servindu-i pe cei mai puțin înzestrați într-un nou „contract feudal”.
O altă influență importantă asupra gândirii extremei drepte contemporane a fost Școala Tradiționalistă, din care a făcut parte și Julius Evola, influențând figuri precum Steve Bannon și Aleksandr Dughin, consilieri ai lui Donald Trump și Vladimir Putin, dar și partidul Jobbik din Ungaria.

## Organizații internaționale
În timpul ascensiunii Germaniei naziste, au început să apară organizații internaționale de extremă dreaptă în anii 1930, odată cu Conferința Internațională a Partidelor Fasciste din 1932 și Congresul Internațional Fascist din 1934.
La Conferința Internațională Fascistă din 1934 era o inițiativă a regimului fascist condus de Benito Mussolini de a crea o rețea internațională fascistă, totuși niciun grup internațional nu a fost pe deplin înființat înainte de izbucnirea celui de-al Doilea Război Mondial. Reprezentanți ai grupărilor de extremă dreaptă s-au reunit la Montreux, Elveția:
- Garda de Fier (România)
- Nasjonal Samling (Norvegia)
- Partidul Național-Socialist (Grecia)
- Mișcarea Falange (Spania)
- Cămășile Albastre (Irlanda)
- Mișcarea Franciscană (Franța)[18]

Începând cu anii 1980, grupurile de extremă dreapta au început să se consolideze prin intermediul căilor politice oficiale. Odată cu fondarea Uniunii Europene în 1993, grupurile de extremă dreapta au început să îmbrățișeze euroscepticismul, convingerile naționaliste și anti-migrație. 